# Paul Caligiuri
Paul David Caligiuri (Westminster, 1964. március 9. – ) amerikai válogatott labdarúgó, edző.

## Pályafutása

### Klubcsapatban
Westminsterben született Kaliforniában. A középiskola elvégzése után a Kaliforniai Egyetemre nyerte felvételt, ahol 1982 és 1985 között az UCLA Bruins játékosa volt. Kétszer is beválogatták az év egyetemi All-Star csapatába. 
Az egyetem után az 1986-os évet a nyugati bajnokságban (Western Soccer League) szereplő San Diego Nomads csapatában töltötte. Megválasztottá a legértékesebb játékosnak és elnyerte az év amerikai labdarúgója címet.
1987-ben Németországba igazolt a Hamburg együtteséhez, de egyetlen mérkőzésen sem lépett pályára. 1988-ban az SV Meppen szerződtette, ahol két évig játszott. 1991-ben a Hansa Rostockhoz távozott, mellyel kelet-német bajnoki címet szerzett. Az 1991–92-es szezonban a Bundesliga II-ben szereplő SC Freiburg játékosa volt.
1995-ben visszatért az Egyesült Államokba a Los Angeles Salsához, de pár hónappal később kölcsönadták a német FC St. Pauli-nak. 1996-ban hazatért az Egyesült Államokba az MLS-ben szereplő Columbus Crew csapatához, melynek színeiben egy évig játszott. 1997 és 2001 között a Los Angeles Galaxy-ban 136 mérkőzésen lépett pályára.

### A válogatottban
1984 és 1997 között 110 alkalommal szerepelt az Egyesült Államok válogatottjában és 5 gólt szerzett. 1984 október 9-én egy Salvador elleni mérkőzésen mutatkozott be a nemzeti csapatban. Az egyik legemlékezetesebb gólját 1989-ben szerezte a Trinidad és Tobago elleni világbajnoki selejtezőn, amivel 40 év után ismét kijutottak a világbajnokságra. 1990. március 14-én szerződést kötött az Amerikai labdarúgó-szövetséggel (USSF), melynek értelmében a nemzeti csapat tagja lett. A válogatott alapembere volt az 1980-as évek közepétől az 1990-es évek közepéig. Részt vett az 1990-es és a hazai rendezésű 1994-es világbajnokságon. Mindkét tornán pályára lépett csapata összes mérkőzésén.
Tagja volt az 1988. évi nyári olimpiai játékokon és az 1992-es konföderációs kupán szereplő válogatottak keretének. Az 1991-es CONCACAF-aranykupán aranyérmet szerzett. Ezen kívül tagja volt az 1993-as és az 1995-ös Copa Américán, illetve az 1996-os CONCACAF-aranykupán résztvevő csapatok keretinek is.
Marcelo Balboa után Caligiuri volt a második amerikai labdarúgó, akinek sikerült elérnie a 100. válogatottságot.
1996-ban 4 mérkőzésen pályára lépett az amerikai futsalválogatottban is.

## Sikerei
Egyesült Államok
- CONCACAF-aranykupa győztes (1): 1991
- Konföderációs kupa bronzérmes (1): 1992

Egyéni
- Az év amerikai labdarúgója (1): 1986

## Külső hivatkozások
- Paul Caligiuri – a FIFA adatbázisában
- Paul Caligiuri adatlapja a National-Football-Teams.com oldalon (angolul)

- Paul Caligiuri adatlapja a worldfootball.net oldalon (angolul)
- Paul Caligiuri (angol, francia, spanyol nyelven). FootballDatabase.eu
- Paul Caligiuri profilja az Olympedia oldalán (angolul)